# Augsburg (Arkansas)
Augsburg (auch als Augsbury bezeichnet) ist ein kleiner kreisfreier Ort (unincorporated community) im Pope County, Arkansas, USA.
1883 siedelten die ersten deutschsprachigen Lutheraner-Familien im Pope County, 15 Meilen nordwestlich von Russellville.
Der Name des Ortes bezieht sich auf die deutsche Stadt Augsburg. 1884 bauten die Siedler ihre erste Kirche, die Zion Lutheran Church. Die Kirche brannte 1907 und auch 1978 ab, in den Jahren 1979 bis 1980 wurde sie wiedererrichtet.